# جف بریجز
جفری لئون "جف" بریجز (به انگلیسی: Jeffrey Leon "Jeff" Bridges)؛ (زادهٔ ۴ دسامبر ۱۹۴۹) آهنگساز، خواننده، تهیه‌کننده و بازیگر آمریکایی برندهٔ جایزه اسکار بهترین بازیگر نقش اول مرد برای فیلم دل دیوانه (۲۰۰۹) و نامزد چهار دوره دریافت جایزه اسکار بهترین بازیگر مرد و بهترین بازیگر نقش دوم مرد است. او همچنین علاوه بر بازیگری، کار تهیه کنندگی، آهنگسازی و اجرای ترانه‌های چند فیلم را نیز بر عهده داشته‌است.

## زندگی و بازیگری
جف بریجز در ۴ دسامبر ۱۹۴۹ در لس آنجلس، کالیفرنیا زاده شد. پدرش «لوید بریجز» هنرپیشهٔ سرشناس سینما و تلویزیون و مادرش دوروتی سیمپسون (دورتی بریجز) نیز از هنرپیشگان آن زمان بود.
نخستین حضور سینمایی جف بریجز در ۲ سالگی و همراه با مادر و برادر ده ساله‌اش بو بریجز در فیلم دوستی که او دارد و بدون اینکه نامی از دو کودک در تیتراژ آن آورده شود رقم خورد. پس از آن و درسال‌های نوجوانی نیز در چندین فیلم سینمایی و تلویزیونی ظاهر شد. ولی نخستین نقش مهمش را در سال ۱۹۷۱ و فیلم آخرین نمایش فیلم بازی کرد که به خاطر آن، نامزد دریافت جایزهٔ اسکار بهترین بازیگر نقش دوم مرد شد. در سال ۱۹۷۴ در فیلم رعدوبرق با کلینت ایستوود همبازی شد و در سال ۱۹۷۵ برای دومین بار نامزد دریافت جایزهٔ اسکار بهترین بازیگر نقش دوم مرد برای همین فیلم شد.
در سال ۱۹۷۵ و سر صحنهٔ فیلم رانچو دلوکس با همسرش سوزان گستون آشنا شد و در سال ۱۹۷۷ با او ازدواج کرد. ثمرهٔ این ازدواج سه دختر به نام‌های ایزابلا، جسیکا، و هایلی هستند که در سال‌های ۱۹۸۱، ۱۹۸۳ و ۱۹۸۵ به دنیا آمدند.
جف بریجز در سال ۱۹۸۵ برای بار سوم نامزد دریافت جایزهٔ اسکار بهترین بازیگر نقش اول مرد برای بازی در فیلم آدم‌فضایی شد. در سال ۱۹۸۸ در فیلم تاکر: مردی در رویاهای خود نقش پیتر تاکرِ مخترع و همیشه خوشبین را بازی کرد و مورد تحسین منتقدین قرار گرفت. سپس برای بار چهارم در سال ۲۰۰۱ نامزد دریافت جایزهٔ اسکار بهترین بازیگر نقش دوم مرد برای فیلم رقیب شد. جف بریجز در سال ۲۰۱۰ و در هشتاد و دومین دوره جوایز اسکار موفق شد تا جایزه اسکار بهترین بازیگر نقش اول مرد را به خاطر بازی در فیلم دل دیوانه به خود اختصاص دهد.
همچنین جایزه گلدن گلوب بهترین بازیگر نقش اول مرد و جایزه انجمن بازیگران فیلم برای بهترین بازیگر نقش اول مرد را پیشتر به خاطر بازی در همین فیلم در سال ۲۰۱۰ دریافت کرد.
وی در سال ۲۰۱۶ گفته بود:
واقعا همه تلاشم را می‌کنم که در هیچ فیلمی بازی نکنم. تلاش می‌کنم بازیگری را کنار بگذارم چون خیلی کارهای دیگری هست که دوست دارم انجام دهم، مانند نواختن گیتار. همین که متعهد شدی در فیلمی بازی کنی، دیگر وقتت کاملاً پر می‌شود، برای همین واقعاً تلاش می‌کنم که درگیر فیلم نشوم.

## بیماری
در اکتبر ۲۰۲۰ جف بریجز در توئیتر اعلام کرد که به سرطان لنفاوی (لنفوم) مبتلا شده و درمان آن را آغاز کرده‌است.

## فیلم‌شناسی
| نام فیلم                                              | نقش                    | سال ساخت | توضیحات |
| ----------------------------------------------------- | ---------------------- | -------- | --- |
| دوستی که او دارد                                      | کودک داخل ایستگاه قطار | ۱۹۵۱     | بدون ذکر نام |
| شب خاموش، شب تنها                                     | جان جوان               | ۱۹۶۹     | فیلم تلویزیونی - عنوان شدن با نام جفری بریجز |
| جان و مری                                             |                        | ۱۹۶۹     | آهنگساز |
| یین و ینگ آقای گو                                     | نرو فینگان             | ۱۹۷۰     | عنوان شدن با نام جفری بریجز |
| تالارهای خشم                                          | داگ                    | ۱۹۷۰     | |
| در جستجوی آمریکا                                      | مایک اولسون            | ۱۹۷۱     | فیلم تلویزیونی |
| آخرین نمایش فیلم                                      | دوان جکسون             | ۱۹۷۱     | نامزد دریافت جایزه اسکار بهترین بازیگر نقش دوم مرد در سال ۱۹۷۲ |
| بد کمپانی                                             | جیک رمزی               | ۱۹۷۲     | |
| مرد یخین می‌آید                                        |                        | ۱۹۷۳     | |
| آخرین قهرمان آمریکایی                                 | الروی جکسون جونیور     | ۱۹۷۳     | |
| رعد و برق                                             | لایت‌فوت                | ۱۹۷۴     | نامزد دریافت جایزه اسکار بهترین بازیگر نقش دوم مرد در سال ۱۹۷۵ |
| رانچو دلوکس                                           | جک مکی                 | ۱۹۷۵     | |
| کینگ کنگ                                              | جک پسکات               | ۱۹۷۶     | |
| گرسنه ماندن                                           |                        | ۱۹۷۶     | |
| دروازه بهشت                                           | جان ل. بریجز           | ۱۹۸۰     | |
| کاتر و بون                                            | ریچارد بون             | ۱۹۸۱     | |
| ترون: میراث                                           | کوین فلین              | ۱۹۸۲     | |
| آخرین تک‌شاخ                                           | شاهزاده لیر            | ۱۹۸۲     | فیلم انیمیشن - دوبلور - اجرای ترانه That's All I've Got To Say |
| استارمن                                               | مرد ستاره‌ای            | ۱۹۸۴     | نامزد دریافت جایزه اسکار بهترین بازیگر نقش اول مرد در سال ۱۹۸۵ برنده جایزه ساترن بهترین بازیگر نقش اول مرد از آکادمی فیلم‌های علمی-تخیلی، فانتزی و ترسناک آمریکا در سال ۱۹۸۵ نامزد دریافت جایزه گلدن گلوب بهترین بازیگر نقش اول مرد در سال ۱۹۸۵ اجرای ترانه All I Have to Do Is Dream |
| علی‌رغم همهٔ مشکلات                                     | تری بروگان             | ۱۹۸۴     | |
| ۸ میلیون راه برای مردن                                | ماتئو مت اسکادر        | ۱۹۸۶     | |
| صبح روز بعد                                           |                        | ۱۹۸۶     | |
| نادین                                                 | ورنون هایتاور          | ۱۹۸۷     | |
| تاکر: یک مرد و رویایش                                 | پریستون توماس تاکر     | ۱۹۸۸     | |
| بیکرهای شگفت‌انگیز                                     | جک بیکر                | ۱۹۸۹     | اجرای ترانه‌های Ten Cents A Dance و You're Sixteen |
| صبح تو را می‌بینم                                      |                        | ۱۹۸۹     | |
| تگزاسویل                                              | دواین جکسون            | ۱۹۹۰     | |
| فیشر کینگ                                             | جک لوکاس               | ۱۹۹۱     | نامزد دریافت جایزه ساترن بهترین بازیگر نقش اول مرد در سال ۱۹۹۲ نامزد دریافت جایزه گلدن گلوب بهترین بازیگر در سال ۱۹۹۲ |
| عشق آمریکایی                                          | جک کلسون               | ۱۹۹۲     | بازیگر، تهیه‌کننده و خواننده ترانه Sunny Side Of The Street برنده جایزه ایندیپندنت اسپیرت بهترین بازیگر مرد در سال ۱۹۹۴ |
| بخشنده                                                |                        | ۱۹۹۳     | |
| بی‌باک                                                 | مکس کلاین              | ۱۹۹۳     | |
| ناپدید شدن                                            |                        | ۱۹۹۳     | |
| منفجر شده                                             |                        | ۱۹۹۴     | |
| طوفان سفید                                            |                        | ۱۹۹۶     | |
| آینه دو چهره دارد                                     | گرگوری لارکین          | ۱۹۹۶     | |
| لبوفسکی بزرگ                                          | جفری لبوفسکی           | ۱۹۹۸     | نامزد دریافت جایزه ماهواره زرین بهترین بازیگر در سال ۱۹۹۹ |
| جاده آرلینگتون                                        | مایکل فارادی           | ۱۹۹۹     | |
| میوز                                                  |                        | ۱۹۹۹     | |
| سیمپاتیکو                                             |                        | ۱۹۹۹     | |
| رقیب                                                  | رئیس‌جمهور جکسون ایوانز | ۲۰۰۰     | نامزد دریافت جایزه اسکار بهترین بازیگر نقش دوم مرد در سال ۲۰۰۱ |
| کی-پکس                                                | دکتر مارک پاول         | ۲۰۰۱     | |
| سیبیسکوت                                              | چارلز هاوارد           | ۲۰۰۳     | نامزد جایزه بازیگر بهترین گروه بازیگران (به‌طور مشترک) در سال ۲۰۰۴ |
| در زیرزمین                                            | تد کول                 | ۲۰۰۴     | نامزد جایزه ایندیپندنت اسپیرت بهترین بازیگر نقش اول مرد در سال ۲۰۰۵ |
| تایدلند                                               | نوح                    | ۲۰۰۵     | اجرای ترانه Van Gogh In Hollywood |
| موج‌سواری                                              | بیگ زی / جیک           | ۲۰۰۷     | فیلم پویانمایی - دوبلور اجرای ترانه این یوکللی (This)Ukelele |
| سال سگی                                               | جان کتز                | ۲۰۰۸     | |
| مرد آهنی                                              | اوبادیا استین          | ۲۰۰۸     | |
| چگونه دوستانتان را از دست بدهید و با مردم بیگانه شوید | کلیتون هاردینگ         | ۲۰۰۸     | |
| مردانی که به بزها خیره می‌شوند                         |                        | ۲۰۰۹     | |
| دل دیوانه                                             | بد بلیک                | ۲۰۰۹     | برندهٔ جایزهٔ اسکار بهترین بازیگر نقش اول مرد در سال ۲۰۱۰ |
| ترون: میراث                                           | کوین فلین/کلو ۲        | ۲۰۱۰     | |
| شجاعت واقعی                                           | روستر کاگبورن          | ۲۰۱۰     | نامزد جایزهٔ اسکار بهترین بازیگر نقش اول مرد در سال ۲۰۱۱ |
| آر. آی. پی. دی                                        | روی پولسیفر            | ۲۰۱۳     | |
| بخشنده                                                | فیلیپ‌نویس              | ۲۰۱۴     | |
| هفتمین پسر                                            | سرگئی بدروف            | ۲۰۱۴     | |
| شازده کوچولو                                          |                        | ۲۰۱۵     | |
| اگر سنگ از آسمان ببارد                                | مارکوس همیلتون         | ۲۰۱۶     | |
| کینگزمن: محفل طلایی                                   |                        | ۲۰۱۷     | |
| تنها پسر زنده در نیویورک                              |                        | ۲۰۱۷     | |

## جوایز
جوایز اسکار
- ۱۹۷۲ - نامزد جایزه اسکار بهترین بازیگر نقش مکمل مرد - آخرین نمایش مصور
- ۱۹۷۵ - نامزد جایزه اسکار بهترین بازیگر نقش مکمل مرد - تاندربولت و لایت‌فوت
- ۱۹۸۵ - نامزد جایزه اسکار بهترین بازیگر نقش اول مرد - مرد ستاره‌ای
- ۲۰۰۱ - نامزد جایزه اسکار بهترین بازیگر نقش مکمل مرد - ستیزه‌جو
- ۲۰۱۰ - برندهٔ جایزه اسکار بهترین بازیگر نقش اول مرد - دل دیوانه

جوایز گلدن گلوب
- ۱۹۸۵ - نامزد جایزه گلدن گلوب بهترین بازیگر نقش اول مرد - مرد ستاره‌ای
- ۱۹۹۲ - نامزد جایزه گلدن گلوب بهترین بازیگر نقش اول مرد - شاه ماهیگیر
- ۲۰۰۱ - نامزد جایزه گلدن گلوب بهترین بازیگر نقش اول مرد - ستیزه‌جو
- ۲۰۰۹ - برنده جایزه گلدن گلوب بهترین بازیگر نقش اول مرد - دل دیوانه

آکادمی فیلم‌های علمی-تخیلی، فانتزی و ترسناک آمریکا
- ۱۹۸۵ - برنده جایزه ساترن بهترین بازیگر - مرد ستاره‌ای
- ۱۹۹۲ - نامزد جایزه ساترن بهترین بازیگر - شاه ماهیگیر
- ۱۹۹۴ - نامزد جایزه ساترن بهترین بازیگر - ناپدیدشدن

جشنواره فیلم بوستون
- ۲۰۰۰ - برنده جایزه فیلم اکسلنس

جوایز انجمن منتقدین فیلم
- ۲۰۰۱ - برنده جایزه آلن جی. پاکولا (به‌طور مشترک با راد لوری، گری اولدمن، جوان آلن، کریستین اسلیتر، سام الیوت، ویلیام پیترسن، سل روبینک، فیلیپ بیکر هال، مایک بایندر، رابین توماس، ماریل همینگوی) - ستیزه‌جو
- ۲۰۱۰ - برنده جایزه برگزیده منتقدین - دل دیوانه

جوایز گلدن اپل
- ۱۹۷۵ - نامزد جایزه نوستاره مرد سال

جوایز ایندیپندنت اسپیرت
- ۱۹۹۴ - برنده جایزه ایندیپندنت اسپیرت بهترین بازیگر نقش اول مرد - عشق آمریکایی
- ۲۰۰۵ - نامزد جایزه ایندیپندنت اسپیرت بهترین بازیگر نقش اول مرد - دری در کف اتاق
- ۲۰۱۰ - برنده جایزه ایندیپندنت اسپیرت بهترین بازیگر نقش اول مرد - دل دیوانه

جایزه صنف بازیگران سینما
- ۲۰۰۱ - نامزد جایزه بازیگر بهترین بازیگر نقش مکمل مرد - ستیزه‌جو
- ۲۰۰۴ - نامزد جایزه بازیگر بهترین گروه بازیگران (به‌طور مشترک با الیزابت بنکس، کریس کوپر، ویلیام اچ میسی، توبی مگوایر، گری استیونز) - سیبیسکیت
- ۲۰۱۰ - برندهٔ جایزه بازیگر بهترین بازیگر نقش اول مرد - دل دیوانه